# Geisterjäger John Sinclair: Die Dämonenhochzeit
Geisterjäger John Sinclair: Die Dämonenhochzeit ist ein von RTL produzierter TV-Horror-Film aus dem Jahr 1997. Er basiert auf der Heftromanserie Geisterjäger John Sinclair. RTL strahlte den Film erstmals am 13. April 1997 aus.

## Handlung
Oberinspektor John Sinclair arbeitet beim Scotland Yard und ist für übernatürliche Fälle zuständig. Als eine Kölner Touristin im Londoner Hyde Park tot zusammenbricht und ihr Blut nicht geronnen ist, wird Sinclair zu dem Fall hinzugezogen. Bei der Autopsie wird die Leiche lebendig und tötet den Gerichtsmediziner. Sinclair gelingt es, die Wiedergängerin ruhigzustellen. Zusammen mit seinem Freund, dem Reporter Bill Conolly und Pater Ignatius stellt er Nachforschungen über die Touristin, eine Ethnologie-Studentin, an. Er findet heraus, dass ihre Kommilitonin in Köln ebenfalls an einem plötzlichen Herztod gestorben ist. Von Pater Ignatius erfährt Sinclair, dass im Mittelalter der Schwarze Tod – ein mächtiger Dämon – durch eine Dämonenhochzeit den Kölner Dom vernichten wollte, jedoch nicht endgültig daran gehindert wurde. Sinclair überführt die Leiche der Studentin nach Köln.
Er trifft dort auf die Studentin Kerstin. Zusammen mit den beiden toten Studentinnen und ihrer Kommilitonin Marion haben sie im Ethnologischen Institut unter Viktor Gonsoir gearbeitet. Gonsoir ist ein Handlanger des Schwarzen Todes. Mit Hilfe von Voodoo-Puppen tötet er, wie die beiden anderen Studentinnen zuvor, auch Marion. Der nachgereiste Bill Conolly stellt fest, dass Kerstin genau wie die mittelalterliche Braut des Schwarzen Todes aussieht. Der Schwarze Tod entführt Kerstin und schlägt Bill dabei nieder. Sinclair tötet Viktor Gonsoir, kann jedoch nicht verhindern, dass dieser die Leichen der Studentinnen beschwört. Die Leichen laufen zur Burgruine Rabenstein. Der Versuch der Polizei, unter der Leitung von Will Mallmann, sie aufzuhalten, scheitert. Marion tötet ein gesamtes Sondereinsatzkommando. Sinclair folgt den lebenden Leichen auf den Rabenstein. Als er versucht die Leichen zu bannen, wird er von Marion überrascht und außer Gefecht gesetzt. In einem Ritual vergehen die drei toten Studentinnen endgültig und Kerstin wird als Braut des Schwarzen Todes wiedergeboren und macht sich auf dem Weg zum Kölner Dom.
Sinclair und Bill verfolgen Kerstin. Kurz vor Erreichen des Domes sehen sie, wie dieser durch eine gewaltige Explosion zerstört wird. Sie erkennen schnell, dass dies nur eine Illusion des Schwarzen Todes war, um Zeit zu gewinnen. Sinclair gelingt mit seinem Kreuz in die Zwischenwelt, in der die Dämonenhochzeit stattfinden soll. Er attackiert den Schwarzen Tod mit seinem Kreuz und versucht mit einem Exorzismus, Kerstin zu retten. Diese stirbt jedoch in seinen Armen. Der geschlagene Schwarze Tod schwört Sinclair Rache.

## Kritiken
Von vielen Fans der Heftromanserie wurden die Spezialeffekte im Film, insbesondere die Animation des Schwarzen Todes, und die Unterschiede zur literarischen Vorlage kritisiert. So wurden Figuren verändert, sowie andere Figuren (Suko, Jane Collins) komplett weggelassen.
Allgemein erhielt der Film mäßige Kritiken:

„Gänsehaut-Trash mit knalligen Effekten“

„Horrorfilm nach Motiven der gleichnamigen Heftroman-Reihe. Der Londoner Geisterjäger untersucht den Tod dreier Frauen aus dem Rheinland, die alle einem Schock zum Opfer fielen. Er stößt auf einen Ethnologen an der Universität Köln, der sich mit Voodoo befaßt und offenbar vom Bösen besessen ist. Er will eine Dämonenhochzeit herbeiführen, um mit der Fürstin der Finsternis die Herrschaft über die Welt anzutreten. Für Fernsehverhältnisse aufwendig produzierter Film, der in der Explosion des Kölner Doms gipfelt.“

## Sonstiges
Zum Film erschien 1997 ein von Jason Dark geschriebenes Buch und dazu ein Hörbuch, welches Florian Fitz las.
2000 verfilmte RTL John Sinclair als Fernsehserie erneut. Die Serie Geisterjäger John Sinclair baut jedoch nicht auf dem Film auf und nutzt keinen der Schauspieler des Films. 2009 erschienen Film und Serie auf DVD.
2010 erschien eine Collector´s Special Edition auf DVD. Diese beinhaltete auf 2 CDs das Hörbuch.